# Game Network
Game Network était une chaîne de télévision anglaise spécialisée dans le jeu vidéo. Initialement détenue par le groupe Digital Bros., elle a été plus tard achetée par Cellcast. Game Network était, du temps de sa diffusion, la seule chaîne de télévision en Europe dédiée aux divertissements multimédias.

## Histoire de la chaîne
Originellement, la chaîne Game Network était disponible dans toute l’Europe, avec une version britannique (produite par Cellcast) qui ajoutait du contenu régional. Les émissions les plus connues étaient Game Guru, Reloaded, Livewire, et plus récemment, Evolution. La chaîne s’est étendue en 2003 avec le lancement de programmes non-orientés vers le jeu vidéo, comme Babestation, une émission coquine diffusée tard le soir. Le succès de cette dernière émission a d’ailleurs mené à la création d’autres programmes du même type sur d’autres chaînes, et le flux de revenu alternatif engendré a mené à une augmentation des jeux télévisés de questions-réponses à ligne ouverte, ce dont Game Network regorgeait. En 2005, la programmation vidéo-ludique de la version britannique de Game Network se limitait à la diffusion d’extraits de jeux à l’état brut entre 5:30 et 10:00, puis de Game Guru de 17:00 à 19:00, directement suivi par l’émission Psychic Interactive qui s’étendait jusqu’au démarrage de Babestation.
Le déclin de Game Network a commencé en 2005, avec l’arrêt en mai de l’émission phare LiveWire, puis en septembre de la version italienne de la chaîne, alimentée par Hotbird. Au même moment, la chaîne a été vendue par Digital Bros. à Cellcast, et lors des derniers jours elle a été dirigée en tandem par Sem Mioli (Digital Bros.) et Jonathan French/Craig Gardiner (Cellcast). La chaîne ferme le 27 février 2006.

## Version britannique
Le 20 février 2006, Game Network UK a été rebaptisée Babestation et ne contient désormais plus aucun contenu en relation avec les jeux vidéo. Le 28 février de la même année, la chaîne a été déplacée dans la section pour adulte de l’EPG de BSkyB.
L’avenir de Game Network UK est incertain ; il existe cependant des plans de redémarrage de ses émissions sur la chaîne SUMO TV, elle aussi détenue par Cellcast.

## Émissions
Game Guru
(décembre 2002 – février 2006)
Émission la plus célèbre de la chaîne, Game Guru était un live quotidien en ligne directe d’abord présentée par un seul "Guru" via webcam, puis par deux : l’un répondant aux appels tout en étant à la caméra, l’autre répondant aux textes envoyés.
Le public pouvait passer des appels ou envoyer des messages pour demander des cheat codes ou des solutions pour divers jeux vidéo, après quoi les Gurus donnaient l’explication en image ou via une chatroom. Les spectateurs pouvaient également poser des questions sur des dates de sortie de jeux, sur quel nouveau jeu ou console acheter, ou pour des informations sur l’industrie du jeu vidéo.
LiveWire
(novembre 2004 – juin 2005)
Il s’agissait d’une émission de news, tests et previews en direct, diffusée le samedi, et présentée par Gareth Williams, Chris Jeffery, puis plus tard par Stuart Headlam. Des professionnels de l’industrie du jeu vidéo y étaient souvent invités.
Reloaded
(janvier 2005 – février 2006)
Également nommée Game Guru Reloaded, l’émission, d’abord quotidienne puis diffusée le samedi, était un direct où les Game Gurus défiaient leur public à des combats sur PS2, Xbox, Xbox 360 et PC. Les jeux les plus joués étaient Halo 2, Rainbow Six 3 et Project Gotham Racing 2. À partir de novembre 2005, l’émission a incorporé des reportages de LiveWire.
Evolution
(septembre 2005 – février 2006)
C’est une des rares émissions préenregistrées de la chaîne, dont le concept était la présentation de news, tests, interviews et previews par un homme nu vêtu d’une simple serviette de bain se faisant appeler "Duck Recon", accompagné de "Guru Larry" jouant des vidéos sur un écran d’ordinateur.

## Présentateurs

### Les Gurus
Ces présentateurs ont vraisemblablement été l’élément le plus important de la chaîne tout au long de son émission. Venant de tous horizons, ils ont chacun une personnalité décalée qui leur est propre et sont de grands amateurs de jeux vidéo, ce qui a facilité un engouement rapide du public.
Il y a eu un grand nombre de Gurus durant l’émission de la chaîne, parmi lesquels :
- Guru Larry (alias Larry Bundy Jr.) : le Guru ayant servi le plus longtemps sur la chaîne
- Guru Stu (alias Stuart Headlam)
- "The Chad"/Guru Maggot (alias Mike Rushton)
- "Man in Bush" (alias Dominic Lawler)
- "Henchman A"/Guru "A" (alias Mark Nesmith)
- Guru Vagus (alias Gareth Williams)
- Guru Chris (alias Chris Jeffery)
- Guru Ed (alias Edwin Jones)
- Guru Janice (alias Janice Careddu)
- Guru Wez (alias Wesley Lock)
- Guru Ben (alias Ben Parfitt)
- Guru Ed (alias Edwin Jones)
- Guru Olly
- Guru Paul (alias Paul Sunter)
- Guru Boidster (alias Duncan Simpson)
- Guru Boogaloo
- Guru Phil (alias Phil Collins)
- Guru StOo (alias Stuart Macdonald)
- Guru NES / DJ NES / Corporate NES (alias Daniel Scammell)

### Les GJ
Les GJ (game jockeys) étaient les présentateurs originels et officiaient quand Digital Bros. était à la tête de la chaîne. Parmi eux, on trouvait :
- GJ Betina
- GJ Maria
- GJ Carl
- GJ Richard
- GJ Charlie (alias IceQueen, a depuis travaillé sur Lords of Mir 3 pour Quality Games Online)
- GJ Noel
- GJ Chris (alias Chris 'Ulric' Dye, maintenant développeur de jeux vidéo en Écosse)
- GJ Ivan
- GJ Alison
- GJ Mark
- GJ Micca